# Fabien Claude
Fabien Claude (* 22. Dezember 1994 in Épinal) ist ein französischer Biathlet. Claude wurde 2013 und 2014 Juniorenweltmeister und debütierte 2016 im Weltcup. Dort stand er seit dem Winter 2019/20 in mehreren Wettkämpfen auf dem Podest und feierte im Januar 2021 seinen ersten Sieg mit der Staffel. Bei den Olympischen Winterspielen 2022 gewann er als Staffelläufer eine olympische Silbermedaille. 2023 wurde er Staffelweltmeister.

## Sportliche Laufbahn

### Aufstieg in den Weltcup (bis 2019)
Claude wuchs in Basse-sur-le-Rupt im Département Vosges auf. Er trainierte in seiner Jugend sowohl Skilanglauf als auch Biathlon und nahm 2012 in beiden Disziplinen an den erstmals ausgetragenen Olympischen Jugend-Winterspielen in Innsbruck teil. Im Biathlon gewann er dabei zusammen mit Léa Ducordeau, Chloé Chevalier und Aristide Bègue die Bronzemedaille in der Mixed-Staffel, während er in den Einzelwettkämpfen als 16. des Sprints und 11. der Verfolgung Top-Ten-Ergebnisse verfehlte. In den folgenden Jahren zählte er zu den international erfolgreichsten Biathleten seiner Altersklasse: 2013 wurde er mit der besten Laufzeit im Wettbewerb trotz zweier Schießfehler Jugendweltmeister im Sprint. Im darauffolgenden Winter gewann er den Titel des Juniorenweltmeisters in der Verfolgung, 2015 zudem noch den des Junioreneuropameisters im Sprint. Während der drei Jahre nahm er bei Großereignissen stets die Position des Schlussläufers der französischen Staffel ein (mit wechselnden Teamkollegen, aber stets gemeinsam mit dem etwa gleichaltrigen Aristide Bègue) und gewann mit ihr vier WM- und EM-Medaillen, jedoch keine goldene.
Ab der Saison 2014/15 gehörte Claude dem französischen Kader für den IBU-Cup an, der zweithöchsten Wettkampfserie im Erwachsenenbereich. Dort erreichte er bei seinem vierten Auftritt erstmals die Top Ten und gewann im Januar 2016 den Sprint in Nové Město na Moravě mit 3,6 Sekunden Vorsprung auf Timofei Lapschin, wobei er schnellster Läufer des Teilnehmerfelds war. In der direkten Folge erhielt Claude in Ruhpolding seinen ersten Weltcup-Einsatz: Im 20-Kilometer-Einzelrennen traf er als einziger Starter weniger als die Hälfte der Scheiben und belegte mit den daraus resultierenden elf Strafminuten trotz einer der schnellsten Laufzeiten den 96. Rang unter 103 gewerteten Teilnehmern. Er schloss die Saison im IBU-Cup ab, dort war er als Siebter der Gesamtwertung bestplatzierter Franzose.
Claude blieb in den folgenden Jahren Teil des französischen B-Kaders, erhielt aber regelmäßig Nominierungen für den Weltcup. 2017 nahm er als Ersatzläufer an den Weltmeisterschaften in Hochfilzen teil und bestritt anstelle des zehn Jahre älteren Simon Fourcade den Einzelwettkampf. Der Trainer der französischen Männermannschaft Stéphane Bouthiaux begründete den Tausch damit, dass er davon ausgehe, Claude in Zukunft häufiger bei Großereignissen einzusetzen und ihm die Möglichkeit geben wolle, sich vor einem großen Publikum zu beweisen. Bei seinem ersten WM-Start im Erwachsenenbereich belegte der zu diesem Zeitpunkt 22-jährige Claude den 25. Rang. Bis 2019 erzielte er im Weltcup mehrere Ergebnisse unter den vorderen 40 Athleten und sammelte somit Weltcuppunkte, er blieb dabei aber ohne Top-Ten-Resultat. Im Gesamtweltcup belegte er die Plätze 55, 85 und 47, wobei er sich stets als überdurchschnittlicher Läufer präsentierte: Im Winter 2018/19 lief er die achtbesten Zeiten des gesamten Feldes. Seine Trefferquote von 73 Prozent lag aber deutlich unter der seiner Teamkollegen. Damit gelang es ihm nicht, dauerhaft in die erste französische Mannschaft aufzusteigen, in der Martin Fourcade, Quentin Fillon Maillet, Simon Desthieux und Antonin Guigonnat jeweils mehrmals auf dem Podium standen. Im IBU-Cup zählte Claude währenddessen zu den führenden Athleten, entschied von 2017 bis 2019 vier weitere Rennen für sich und belegte in der Saison 2017/18 den vierten Platz in der Gesamtwertung.

### Etablierung in der internationalen Spitze (seit 2019)

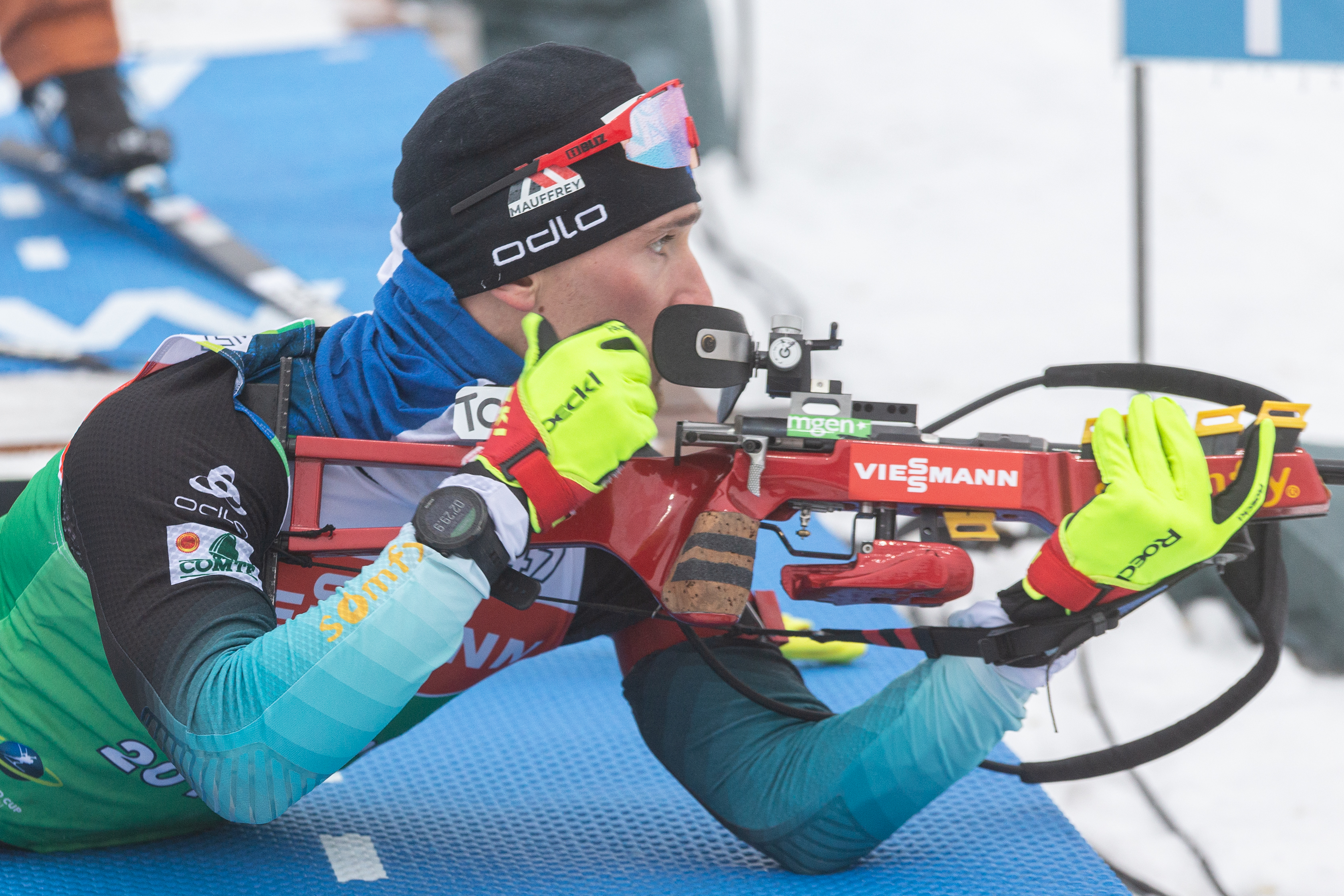
Claude beim Biathlon-Weltcup in Oberhof 2020

Beim Auftakt des Weltcups 2019/20 platzierte sich Claude im 20-Kilometer-Einzelrennen von Östersund als Siebter erstmals in den Top Ten, bei einem von Martin Fourcade angeführten französischen Vierfachsieg. In der Staffel von Hochfilzen, in die er nach Fourcades und Desthieux' Verzicht berufen wurde, schoss Claude die einzige Strafrunde seines Teams. Dennoch stand er gemeinsam mit Guigonnat, Émilien Jacquelin und Fillon Maillet als Dritter erstmals auf einem Weltcuppodest. Im Einzel von Pokljuka gelang ihm dies ein weiteres Mal, dabei blieb er als einer von nur fünf Athleten ohne Fehlschuss und hatte am Ende weniger als eine halbe Minute Rückstand auf die erst- beziehungsweise zweitplatzierten Johannes Thingnes Bø und Martin Fourcade. Bei den Weltmeisterschaften 2020 war Claude wie drei Jahre zuvor Ersatzläufer. Sein einziger Einsatz war erneut der 20-Kilometer-Wettkampf, in dem er Rang 19 belegte. Den gleichen Platz nahm er am Saisonende in der Weltcupgesamtwertung ein (und den fünften Platz in der Disziplinenwertung des Einzels). Obwohl er damit klar hinter Fourcade, Fillon Maillet, Jacquelin und Desthieux zurückblieb – die alle vier zu den Top 6 des Gesamtweltcups gehörten –, erreichte er das mit Abstand beste Resultat seiner bisherigen Karriere.
In den Saisons zwischen 2020 und 2025 bestätigte Claude seine Vorjahreserfolge mit regelmäßigen Top-20-Platzierungen und einzelnen Podestergebnissen: Anfang Dezember 2020 wurde er in Kontiolahti hinter Sebastian Samuelsson Zweiter der Verfolgung und belegte wenige Tage später Rang drei im Sprint von Hochfilzen. Als dritter Läufer der Männerstaffel (an der Seite von Desthieux, Fillon Maillet und Jacquelin) feierte er am 15. Januar 2021 in Oberhof seinen ersten Weltcupsieg. Anschließend fielen Claudes Leistungen für den Rest des Winters ab, was er selbst auf Fehler in der Vorbereitung auf die Weltmeisterschaften zurückführte. Bei der WM auf der Pokljuka verpasste er Top-Ten-Resultate und verlor seinen Staffelplatz an Antonin Guigonnat. Im Winter 2021/22 nahm Claude regelmäßig die Position des Startläufers der französischen Staffel ein. Zusammen mit Émilien Jacquelin, Simon Desthieux und Quentin Fillon Maillet gewann er bei den Olympischen Winterspielen 2022 in Peking die Silbermedaille. Sein bestes olympisches Einzelergebnis war ein neunter Rang im 20-Kilometer-Rennen. 2023 wurde Claude gemeinsam mit Guigonnat, Jacquelin und Fillon Maillet in Oberhof Staffelweltmeister. Als Zehnter des Gesamtweltcups war er am Ende der Saison 2022/23 hinter Fillon Maillet der zweitstärkste Franzose des Klassements. Zwischen Januar 2023 und März 2024 feierte Claude außerdem drei Weltcupsiege mit Mixed-Staffeln in unterschiedlicher Besetzung. Gemeinsam mit Julia Simon siegte er sowohl 2022 als auch 2023 bei der nicht zum Weltcup zählenden World Team Challenge in der Veltins-Arena in Gelsenkirchen. In der Saison 2024/25 gewann die französische Männerstaffel jeweils mit Claudes Beteiligung alle fünf Weltcuprennen. Bei den Weltmeisterschaften 2025 erreichte das Quartett um Fabien Claude, seinen Bruder Émilien, Éric Perrot und Quentin Fillon Maillet hinter dem norwegischen Team den zweiten Rang.
Der französische Biathlon-Kommentator Loïs Habert charakterisierte Claude Anfang 2023 als sehr muskulös und durchtrainiert. Mit einem Körpergewicht von über 80 Kilogramm zähle er – wie auch der Norweger Vetle Sjåstad Christiansen – zu den kräftigsten Biathleten im Weltcup. Er habe dadurch besonderes Potential beim Sprint auf kurzer Strecke. Sein Teamkollege Émilien Jacquelin bezeichnete Claude im Dezember 2021 ebenfalls als besonders explosiv und sah ihn mannschaftsintern führend im Krafttraining.

## Persönliches
Claudes Mutter Christine ist frühere Skilangläuferin und Biathletin, die unter anderem bei den Weltmeisterschaften 1984 den achten Platz im Einzelrennen belegte. Als Betreuerin des örtlichen Ski Club de Basse Sur Le Rupt ski nordique war sie die erste Trainerin von Fabien, seinem älteren Bruder Florent und seinem jüngeren Bruder Émilien, die alle drei Biathleten wurden. Florent Claude war bis einschließlich 2016 Mitglied des französischen B-Kaders und nahm 2017 die belgische Staatsangehörigkeit an; er wurde einer der führenden Athleten des in der Entwicklung begriffenen belgischen Biathlonteams. Fabien startete teilweise parallel mit seinem älteren Bruder im IBU-Cup sowie im Weltcup und trat bei französischen Meisterschaften gemeinsam mit ihm in Staffeln für das Vogesen-Team an: 2013 gewannen sie dabei zusammen mit Florian Rivot den Titel. Die beiden Brüder lebten zwischenzeitlich in einer Wohngemeinschaft in Prémanon und waren Trainingspartner.
Claudes Vater Gilles war Schreiner und Motorsportler. Er starb im Januar 2020 bei einer Schneemobilexkursion im Norden Québecs. Während der Tage, in denen er als verschwunden galt, stand Fabien Claude im Einzelrennen von Pokljuka erstmals auf dem Weltcuppodium. Diesen Erfolg widmete er seinem Vater. Anschließend verzichtete er auf den Start beim Massenstart und fuhr nach Frankreich, wo die Familie die Todesnachricht erhielt. In einem Interview während der Weltmeisterschaften im Folgemonat bezeichnete er seine dortige Teilnahme als Möglichkeit, der Trauer zu entfliehen und sein Leben weiterzuführen (im Original: „C’est un bon moyen de s’évader ici et de continuer sa vie. Ici, c’est grandiose.“).

## Statistik

### Weltcupsiege
| Nr. | Datum         | Ort                  | Disziplin       |
| --- | ------------- | -------------------- | --------------- |
| 1.  | 15. Jan. 2021 | Oberhof              | Staffel 1       |
| 2.  | 8. Jan. 2023  | Pokljuka             | Mixed-Staffel 2 |
| 3.  | 5. März 2023  | Nové Město na Moravě | Mixed-Staffel 3 |
| 4.  | 3. März 2024  | Oslo                 | Mixed-Staffel 4 |
| 5.  | 1. Dez. 2024  | Kontiolahti          | Staffel 5       |
| 6.  | 15. Dez. 2024 | Hochfilzen           | Staffel 5       |
| 7.  | 17. Jan. 2025 | Ruhpolding           | Staffel 6       |
| 8.  | 25. Jan. 2025 | Antholz              | Staffel 5       |
| 9.  | 9. März 2025  | Nové Město na Moravě | Staffel 7       |

### Weltcupplatzierungen
Die Tabelle zeigt alle Platzierungen (je nach Austragungsjahr einschließlich Olympische Spiele und Weltmeisterschaften).
- 1.–3. Platz: Anzahl der Podiumsplatzierungen
- Top 10: Anzahl der Platzierungen unter den ersten zehn (einschließlich Podium)
- Punkteränge: Anzahl der Platzierungen innerhalb der Punkteränge (einschließlich Podium und Top 10)
- Starts: Anzahl gelaufener Rennen in der jeweiligen Disziplin
- Staffel: inklusive Mixed- und Single-Mixed-Staffeln

| Platzierung                    | Einzel | Sprint | Verfolgung | Massenstart | Staffel | Gesamt |
| ------------------------------ | ------ | ------ | ---------- | ----------- | ------- | ------ |
| 1. Platz                       |        |        |            |             | 9       | 9      |
| 2. Platz                       |        | 1      | 1          |             | 7       | 9      |
| 3. Platz                       | 1      | 2      |            |             | 5       | 8      |
| Top 10                         | 5      | 11     | 12         | 5           | 31      | 64     |
| Punkteränge                    | 17     | 45     | 43         | 25          | 32      | 162    |
| Starts                         | 23     | 57     | 48         | 25          | 32      | 185    |
| Stand: nach der Saison 2024/25 |        |        |            |             |         |        |

### Olympische Winterspiele
Ergebnisse bei Olympischen Winterspielen:
|                                        | Einzelwettbewerbe | Einzelwettbewerbe | Einzelwettbewerbe | Einzelwettbewerbe | Staffelwettbewerbe | Staffelwettbewerbe |
| Sprint                                 | Verfolgung        | Einzel            | Massenstart       | Herrenstaffel     | Mixedstaffel       |                    |
| -------------------------------------- | ----------------- | ----------------- | ----------------- | ----------------- | ------------------ | ------------------ |
| Olympische Winterspiele 2022 \| Peking | 21.               | 16.               | 9.                | 26.               | 2.                 | –                  |

### Weltmeisterschaften
Ergebnisse bei den Weltmeisterschaften:
| Weltmeisterschaften | Weltmeisterschaften | Einzel | Sprint | Verfolgung | Massenstart | Staffel | Mixedstaffel | Single-Mixedstaffel |
| Jahr                | Ort                 | Einzel | Sprint | Verfolgung | Massenstart | Staffel | Mixedstaffel | Single-Mixedstaffel |
| ------------------- | ------------------- | ------ | ------ | ---------- | ----------- | ------- | ------------ | ------------------- |
| 2017                | Hochfilzen          | 25.    | –      | –          | –           | –       | –            | –                   |
| 2020                | Antholz             | 19.    | –      | –          | –           | –       | –            | –                   |
| 2021                | Pokljuka            | 40.    | 40.    | 11.        | –           | –       | –            | –                   |
| 2023                | Oberhof             | 37.    | 16.    | 21.        | 8.          | 1.      | –            | 5.                  |
| 2024                | Nové Město          | 41.    | 26.    | 10.        | 5.          | 3.      | –            | –                   |
| 2025                | Lenzerheide         | 21.    | 8.     | 16.        | 15.         | 2.      | –            | –                   |